# Cachiagijn Elbegdordż
Cachiagijn Elbegdordż (mong. Цахиагийн Элбэгдорж; ur. 30 marca 1963 w somonie Dzereg, ajmak kobdoski) – mongolski polityk, dwukrotny premier Mongolii: w roku 1998 oraz w latach 2004–2006. Prezydent Mongolii od 18 czerwca 2009 do 10 lipca 2017.

## Życiorys
Cachiagijn Elbegdordż odebrał staranne wykształcenie dziennikarskie w sowieckiej wojskowej szkole politycznej we Lwowie (1983–1988). W 2001 studiował w Stanach Zjednoczonych na Uniwersytecie Kolorado w Boulder. W 2002 obronił pracę magisterską w John F. Kennedy School of Government na Uniwersytecie Harwarda.
Po powrocie do Mongolii aktywnie włączył się w ruch zmierzający do zamiany dotychczasowego państwa jednopartyjnego w demokrację. Uznanie i popularność zdobył w 1990 roku, wygłaszając płomienne antyrządowe przemówienia. W tym też roku został deputowanym Wielkiego Churału Państwowego, lecz zrezygnował w 1994 na znak protestu wobec skandali, jakie wstrząsały wówczas parlamentem.
W 1996 został deputowanym, obejmując również przywództwo Mongolskiej Partii Narodowo-Demokratycznej. W 1998 po raz pierwszy objął tekę premiera. Na to stanowisko został wybrany przez koalicję kilku partii, w której kierowana przez niego Mongolska Partia Narodowo-Demokratyczna była najbardziej liczącym się uczestnikiem. W grudniu 1998 ze względu na skandal finansowy zmuszony został jednak do rezygnacji z urzędu szefa rządu.

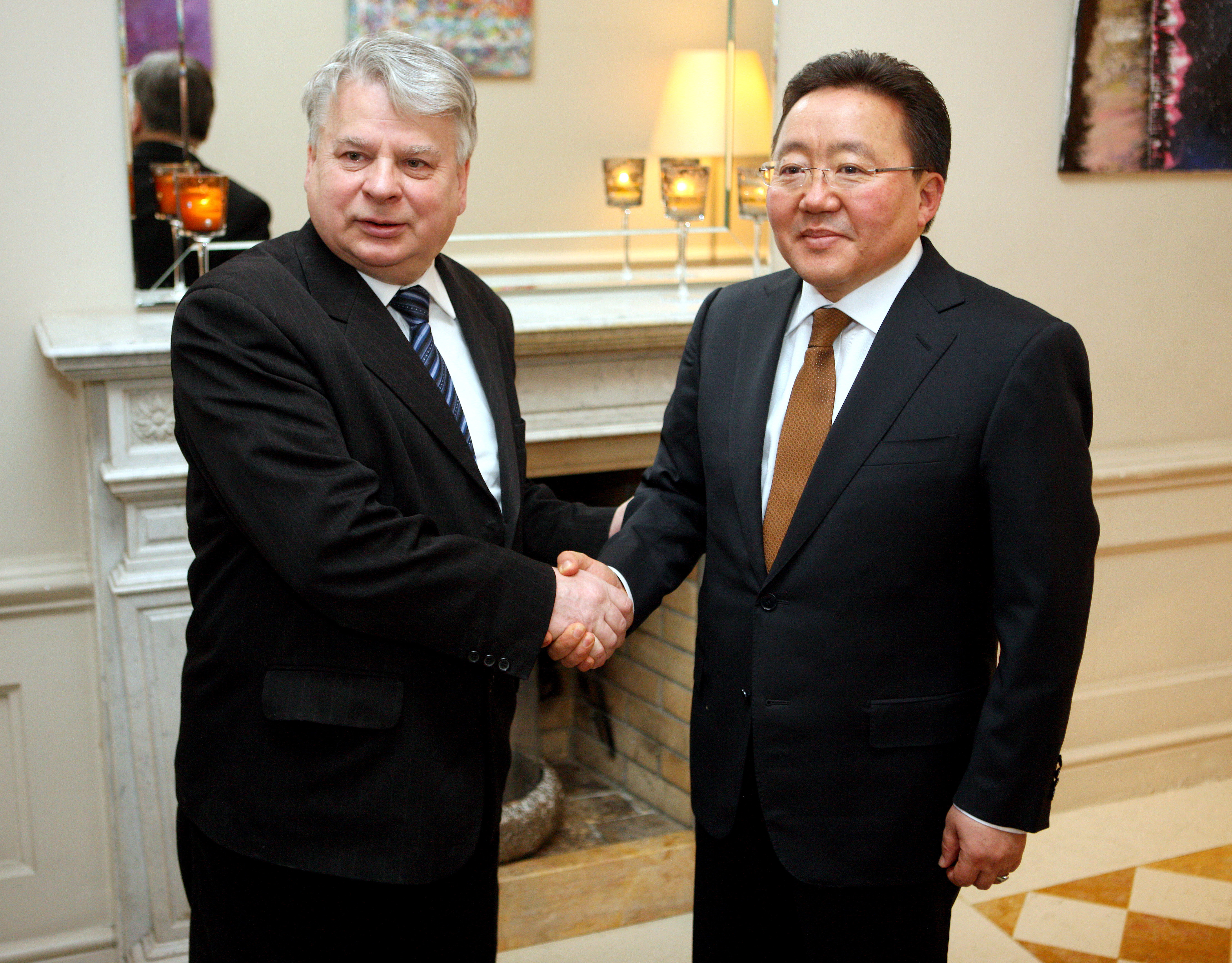
Cachiagijn Elbegdordż i Marszałek Senatu Bogdan Borusewicz (2013)

W sierpniu 2004, wyniesiony do władzy dzięki kontrowersyjnym wyborom, ponownie został premierem Mongolii. W połowie stycznia 2006 gabinet Elbegdordża upadł, a na stanowisku premiera zastąpił go Mijeegombyn Enchbold.
W 2008 w czasie kolejnych wyborów parlamentarnych stał na czele opozycyjnej Partii Demokratycznej. Zaraz po zakończeniu głosowania zadeklarował zwycięstwo swojej partii. Po publikacji oficjalnych wyników wyborów, które dawały zwycięstwo Mongolskiej Partii Ludowo-Rewolucyjnej, zarzucił władzy fałszerstwa wyborcze. Rozwścieczeni manifestanci udali się do pobliskiej siedziby partii rządzącej, zdewastowali i podpalili budynek Komitetu Centralnego MPLR i sąsiadującą Filharmonię. Przez miasto przetoczyła się fala grabieży banków i sklepów. Obrabowano i podpalono Galerię Narodową, narodowy zespół tańca, Orkiestrę Narodową i siedziby licznych instytucji prywatnych, spalono wiele samochodów prywatnych. Wprowadzono czterodniowy stan nadzwyczajny, do miasta wkroczyło wojsko. Po wyborach Elbegdordż ogłosił odejście z polityki, nie godząc się na koalicję z MPLR, został pozbawiony funkcji lidera głównej partii opozycyjnej, ale już po kilku miesiącach wznowił aktywną działalność polityczną.

### Prezydent
24 maja 2009 jako kandydat Partii Demokratycznej wziął udział w wyborach prezydenckich. W kampanii wyborczej wielokrotnie odwoływał się do haseł populistycznych, składał obietnice radykalnego podwyższenia zarobków itd. Zdobył w nich 51,2% głosów poparcia i wygrał z urzędującym prezydentem Nambarynem Enchbajarem, kandydatem Mongolskiej Partii Ludowo-Rewolucyjnej. 18 czerwca 2009 został zaprzysiężony na stanowisku szefa państwa. W 2013 uzyskał reelekcję, wygrywając kolejne wybory prezydenckie. W 2017 jego następcą został Chaltmaagijn Battulga.

## Odznaczenia
- Order Księcia Jarosława Mądrego I klasy – Ukraina[4]